# Krivotvorenje
Krivotvorenje je imitiranje, oponašanje, koje je obično napravljeno s namjerom prevare, odnosno da se proslijedi (ili proda, ako je roba) nekome, kao da je original. Krivotvoreni proizvodi se više puta prave s ciljem da se da prednost vrijednosti imitiranog proizvoda. 
Riječ krivotvorenje opisuje i krivotvorenje novčanica i dokumenata, tako i primjerice imitaciju odjeće,  lijekova, satova, elektronike i logotipova i brendova raznih tvrtki. U slučaju robe, to rezultira u kršenju prava patenata i kršenju prava zaštitinih znakova.
Krivotvorenje novca se obično strogo kažnjava od strane vlasti.
Lažni novac je valuta koja je protuzakonito sačinjenje bez odobrenja vlade ili države. Lažne vladine obveznice su instrumenti javnog duga, sačinjenje bez zakonske dozvole, s namjerom da se "unovče" za pravi novac.
Krivotvorenje ili prepravke dokumenata se cine s namjerom obmane. 
Krivotvoreni novac, dokumenti i roba se mogu otkriti istragom različitih karakteristika. Novac ima različite vrste zaštite od krivotvorenja, koje su nekad vidljive, a nekad su skrivene. 
Krivotvorenje robe je protuzakonitost koji donosi gubitak u svjetskoj privredi od 400 milijardi US dolara, godišnje. Nove tehnlogije, poput holografije, pomažu označivanju originalne robe.

## Vanjske poveznice
- http://www.ihma.org/ Međunarodno udruženje proizvođača holografije
- http://www.collectionscanada.gc.ca/forgery/  Arhivirana inačica izvorne stranice od 11. siječnja 2011. (Wayback Machine) Kanadska izložba o prijevarama, krivotvorenjima i trikovima